# Cova de Hornos de la Peña
Cova de Hornos de la Peña és un enclavament arqueològic de Cantàbria amb nivells ocupacionals que van del Paleolític mitjà al Neolític, durant més de 30000 anys. És una de les coves incloses dins de la llista del Patrimoni de la Humanitat de la UNESCO des de juliol de 2008, dins del lloc «Cova d'Altamira i art rupestre paleolític del Nord d'Espanya» (en anglès, Cave of Altamira and Paleolithic Cave Art of Northern Spain).
Es troba al costat del barri de Tarriba, (een el municipi de San Felices de Buelna) i s'hi han trobat restes que pertanyeren als neandertals i als cromanyons. El que la fa peculiar és que només compta amb gravats, sense cap mena de puntura. En l'abric exterior s'hi troben les representacions rupestres més antigues que es coneixen a la cornisa cantàbrica, datades de l'època aurinyacià. Hi destaca un cavall gravat amb molta profunditat, i encara que avui dia han desaparegut, hi havia fins a principis de segle XX representacions de bisons, cavalls, cérvols... que s'han conservat en fotografies.
A la zona interior, a partir dels 60 metres de profunditat, en diferents sales s'hi troben representacions de bòvids, cèrvids, cabres i fins i tot un ren, totes elles gravades amb els dits sobre l'argila o amb un burí a la roca. Una bona quantitat d'aquestes representacions serien característics del magdalenià superior. A la zona on acaba la cova hi ha representacions antropomòrfiques.